# Катя Огоньок
Христина Євгенівна Пенхасова, у шлюбі Богданова, відома як Катя Огоньок (нар. 17 травня 1977, Джубга, Туапсинський район, Краснодарський край — пом. 24 жовтня 2007, Москва) — російська співачка, виконавиця російського шансону і блатних пісень.

## Біографія
Христина Пожарська (Пенхасова) народилася 17 травня 1977 року в селище Джубга Туапсинського району Краснодарського краю. Мати — Тамара Іванівна, танцюристка (танцювала в студії Вірського), батько — Євген Семенович, музикант (працював з ансамблем «Самоцвіти»). Закінчила 9 класів середньої школи, а також музичну та хореографічну школи в Кисловодську.
Одного разу батько Христини умовив свого друга, відомого поета-пісняра Олександра Шаганова, написати пісню для доньки. Потім був записаний альбом, у якому співачка виконала пісні дитячим голосом. Альбом виявився нікому не потрібен, але досвід роботи став Христині у нагоді, коли вона в 16-рчному віці переїхала до Москви, де співала в жанрі поп-музики. Деякий час працювала в гурті Михайла Таніча «Лісоповал». Однак стоунки з колективом, попри підтримку самого Таніча, не склалися.
У 1995 році «Союз Продакшн» почав готувати проєкт у жанрі російського шансону. Христина виграла конкурс і отримала право брати участь. Відтоді вона виступала з піснями в цьому жанрі (спочатку під псевдонімом Маша Ша, потім — Катя Огоньок), багато гастролювала, випустила кілька альбомів.
Спочатку були випущені диски з «жорстким» гумором під псевдонімом Маша Ша: «Миша+Маша=Ша!!!» и «Маша-ша — Резиновый Ванюша», у співтворчості з Михайлом Шелегом, який в цих альбомах взяв собі псевдонім «Миша Ша». Ці альбоми різко відрізняються від подальшої творчості акцентуацією сексуальної тематики і грубості у стосунках між чоловіком і жінкою. "Любов буває різна: з еротикою і без, // Прекрасна, нещасна, а також просто секс. // Презервативів парочку знайдете Ви всюди, // І гріх не «кинути паличку», // Коли є, кому і де! ", «Сиджу одна в своїй хатинці, // П'ю самогон чотири дні, // Я розповім пляшці, як подружці, // Що немає кохання гарного у мене», «Я Маша Ша, собою хороша, // Я Маша Ша, весела душа // … є у мене вино і анаша … є у мене курінь для балдьожу — підемо в курінь зі мною, Миша Ша?..» — ось кілька цитат з перших двох альбомів. Пісня «Доктор Дракула» присвячена дивному потягу жінки до вампіра, а пісня «Мой муж» — лесбійському коханню.
Але в тому ж 1998 році співачка змінила і псевдонім, і основну тему в своїй виконавській творчості, і в подальшому до жанру «жорсткого еротичного гумору» не поверталася.
Пісні з альбомів «Белая тайга I» та «Белая тайга II», створених в співтворчості з В'ячеславом Кліменковим, уже належать до жанру та напрямку російського шансону, які стануть основними у творчості Каті Огоньок на роки вперед. Багато з них — це тюремні, каторжанські пісні, але є і пісні про просте, людське — кохання і розлуку, вірність та смуток, самотність людини у житті. У 1990-ті пісні такого жанру були вельми затребувані і популярні. Більшість їх виконавців були чоловіками. Катя Огоньок змогла їх виконати по-жіночому, проникливо. Герої і героїні цих пісень — як правило, зрілі люди з великим і нелегким життєвим досвідом. У них немає істерик через дрібниці, нагромадження порожніх фраз і банальностей, «висмоктаних з пальця», як у багатьох популярних піснях того часу. «Я запалю для тебе вогник // В цій Богом забутій глушині // Я запалю для тебе вогник // На уламках втомленої душі» — цією піснею жінки, що зберегла всупереч усьому любов і надію на краще, починається значуща тема в її творчості.
Дві пісні з цих двох альбомів заспівані В. Кліменковим: «Костерок» та «Заболела душа». Пісні «Вор», «Чёрное, чёрное море» спільно В'ячеславом Клименком та Катею Огоньок, решта — Катею Огоньок.
Музика з пісні «Хакинск» досі звучить (як фонова музика) в кожному випуску радіопередачі для ув'язнених «Калина червона», яка щотижня виходить в ефірі на «Радіо Росії».
У серії «Легенди Російського Шансону» в 1999 році вийшов і диск Каті Огоньок (том 5). У ньому нових пісень не було, тільки вже ті, що вийшли в альбомах «Белая тайга I» та «Белая тайга II», хіба що в трохи інших аранжуваннях. Зате наступний альбом «Дзвінком із зони» складався цілком з музичних прем'єр. Потім знову вийшов альбом реміксів, потім знову новинки в альбомі «Через года» (2000 р) З піснею «Жиган», герой якої, як говорила Катя Огоньок в одному з інтерв'ю, став для неї улюбленим героєм її пісень. У 2000 році з Катею починає працювати продюсер Володимир Черняков. Під його керівництвом записано 8 альбомів.

У ряді ранніх інтерв'ю співачка стверджувала, що нібито сиділа в тюрмі:
Якщо чесно, я не хотіла б про це в деталях розповідати. Важко згадувати. Я була засуджена за статтею 211-ю, частина друга (потім мені змінили її на частину третю). В принципі нічого страшного немає в цій статті, просто трапилася неприємна історія, пов'язана з машиною. Загалом, ненавмисна ситуація. Провела в місцях віддалених два з невеликим роки. Потрапила під амністію — УДО, скоріше навіть не за зразкову поведінку, а за гарний спів.
Ця версія розійшлася багатьма ЗМІ. Згодом співачка перестала згадувати про «тюремний досвід», а продюсер В. Черняков остаточно спростував цю легенду вже після смерті співачки .

Всі, хто знали Катю Огоньок, відзначали її скромність. Володимир Окунєв розповідав:
«Катя не так вже й багато заробляла. Жила вона в Москві на орендованій квартирі, утримувала батьків. Катя була простою російською бабою (хоча у неї були і єврейські корені) і ніхто не помічав за нею ніякої зірковості».
Себе позиціонувала як виконавиця, а не як співачка. Як і про будь-якого виконавця, про Катю ходило багато чуток. На питання «Які небилиці вона про себе чула», співачка відповіла:
«Те, що я наркоманка, алкоголічка і взагалі пропаща людина. Спочатку мене це сильно ображало, я сперечалася, щось доводила, а потім подумала — та яка різниця! Головне, людям подобається, як я співаю, і сильно сумніваюся, що так змогла б заспівати алкоголічка-наркоманка. З наркотиками у мене ніяких справ немає і не було, горілку майже не п'ю, надаю перевагу червоним грузинським винам».
На питання про свої музичні уподобання відповідала: «Люблю слухати Ела Джерро, Стіві Вандера, Еллу Фіцджеральд … Їх композиції я співала в молодості. І в той же час обожнюю Лідію Русланову. Взагалі люблю на естраді сильних людей, яскравих особистостей. Слабкі зазвичай розчиняються в цьому житті. А значить, треба бути сильною».
Захоплювалася єдиноборствами, зокрема, жіночим боксом.
Катя Огоньок померла на 31-му році життя вранці 24 жовтня 2007 року від набряку легенів і гострої серцевої недостатності, ймовірно, викликаних цирозом печінки (за іншими повідомленнями, вона страждала на епілепсію і потрапила в лікарню після нападу). Похована на Ніколо-Архангельському кладовищі в Москві.
У жовтні 2010 року був встановлений пам'ятник на могилі співачки, для збору коштів на установку якого батько Каті Огоньок організував концерт в підмосковному Красногорську.
У червні 2013 року в концертному залі «Мир» продюсерка і офіційна представниця сім'ї, Олена Бейдер організувала концерт пам'яті Каті Огоньок, кошти з якого пішли на підтримку сім'ї Каті Огоньок.
17 травня 2016 року відбувся концерт пам'яті Каті Огоньок на честь дня її народження, організаторками якого були Олена Бейдер і акторка, співачка Людмила Шаронова.

## Родина
Була одружена, на момент смерті офіційно розлучена. Перебувала в цивільному шлюбі з колишнім боксером Леваном Коявою. У 2001 році народила дочку Валерію.
Валерія за підтримки Олени Бейдер і компанії «Союз продакшн» записала пісню в стилі шансон, яку присвятила пам'яті мами. Офіційною представницею сім'ї є Олена Бейдер, вона ж директор Лери Огоньок. Велику підтримку сім'ї надає акторка, співачка Людмила Шаронова.
11 вересня 2017 року відбулася офіційна прем'єра нової пісні Лери Огоньок «Ромашка» .

## Пісні
- «Ветер»
- «Вспоминаю»
- «Дорожный роман»
- «Конвоир»
- «Пацаны»
- «Свобода»
- «Я зажгу для тебя огонёк»
- «Журавли»
- «Следователь»

## Дискографія
- 1996 — «Я не маленькая»
- 1998 — «Миша+Маша=Ша!!!»
- 1998 — «Маша-ша — Резиновый Ванюша»
- 1998 — «Белая тайга I»
- 1999 — «Белая тайга II»
- 1999 — «Легенды Русского Шансона. Том 5»
- 2000 — «Звонком из зоны»
- 2000 — «Ремикс»
- 2000 — «Через года»
- 2001 — «Дорога домой»
- 2001 — «Дорога моей жизни»
- 2001 — «Дорожный роман»
- 2002 — «Заповедь»
- 2003 — «Беженцы»
- 2003 — «Дебютный альбом»
- 2004 — «Поцілунок»
- 2004 — «Поцелуй»
- 2005 — «Катя»
- 2006 — «Горький мёд»
- 2006 — «С днём рождения, Кореш!»
- 2006 — «А для Бродяги»
- 2007 — «Вечная печаль»
- 2007 — «Аплодисменты и цветы»
- 2008 — «В сердце моём»[29]